# Aliabad-e Czah Kawir
Aliabad-e Czah Kawir (pers. علي ابادچاه كوير) – wieś w Iranie, w ostanie Chorasan Południowy. W 2006 roku liczyła 24 mieszkańców w 8 rodzinach.